# Campionati europei di atletica leggera 2014 - 5000 metri piani maschili
La gara di corsa dei 5000 metri piani maschili dei campionati europei di atletica leggera di Zurigo 2014 si è svolta il 7 agosto 2014 presso lo Stadio Letzigrund.

## Podio

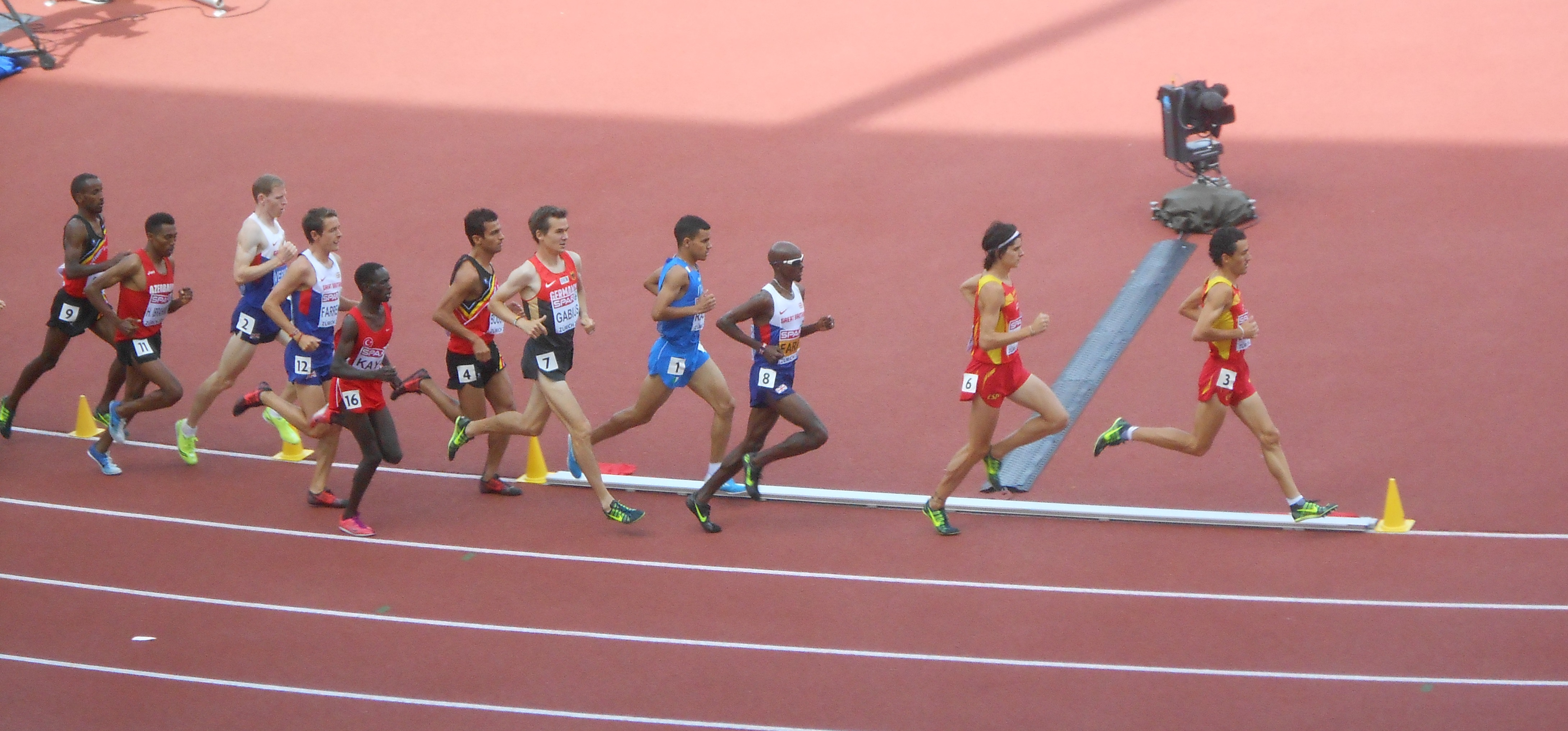
Un istante della corsa.

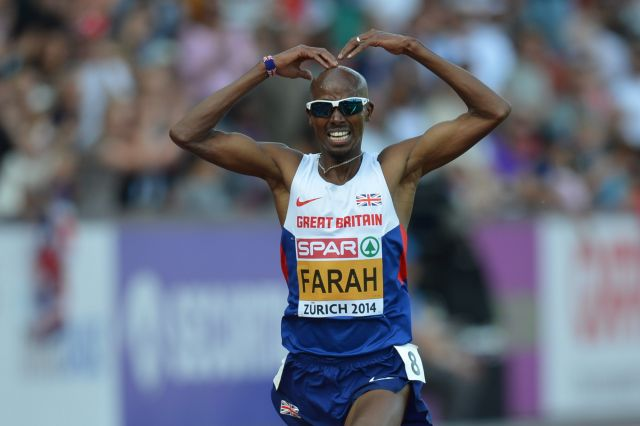
I vincitore Mohamed Farah.

| Oro     | Mohamed Farah Gran Bretagna |
| Argento | Hayle İbrahimov Azerbaigian |
| Bronzo  | Andy Vernon Gran Bretagna   |

## Programma
| Data           | Ora   | Evento |
| -------------- | ----- | ------ |
| 17 agosto 2014 | 18:30 | Finale |

Ora locale (UTC+2).

## Risultati

### Finale
| Rank    | Name               | Nationality   | Time     | Note                                     |
| ------- | ------------------ | ------------- | -------- | ---------------------------------------- |
| Oro     | Mohamed Farah      | Gran Bretagna | 14:05.82 |                                          |
| Argento | Hayle İbrahimov    | Azerbaigian   | 14:08.32 |                                          |
| Bronzo  | Andy Vernon        | Gran Bretagna | 14:09.48 |                                          |
| 4       | Richard Ringer     | Germania      | 14:10.92 |                                          |
| 5       | Roberto Alaiz      | Spagna        | 14:11.47 |                                          |
| 6       | Bouabdellah Tahri  | Francia       | 14:11.62 |                                          |
| 7       | Arne Gabius        | Germania      | 14:11.84 |                                          |
| 8       | Antonio Abadía     | Spagna        | 14:11.89 |                                          |
| 9       | Ali Kaya           | Turchia       | 14:12.53 |                                          |
| 10      | Tiidrek Nurme      | Estonia       | 14:13.89 | Miglior prestazione personale stagionale |
| 11      | Jesús España       | Spagna        | 14:14.57 |                                          |
| 12      | Tom Farrell        | Gran Bretagna | 14:15.93 |                                          |
| 13      | Brenton Rowe       | Austria       | 14:16.46 |                                          |
| 14      | Marouan Razine     | Italia        | 14:16.95 |                                          |
| 15      | Soufiane Bouchikhi | Belgio        | 14:17.43 |                                          |
| 16      | Bashir Abdi        | Belgio        | 14:24.73 |                                          |